# الحركة المستقبلية في المسرح

## الحركة المستقبلية فيالمسرح
في عام 1909 أعلن الإيطالي فيليبو توماسو مارتينى تكوين الحركة المستقبلية في الفن والأدب عندما نشر وثيقته التاريخية الشهيرة «إشعار تكوين وإعلان مبادئ الحركة المستقبلية».
ورغم أن الحركة المستقبلية ترتبط أساساً في أذهان الكثيرين بالفنون التشكيلية إلا أننا نجد أن روادها الأوائل قد اهتموا اهتماماً كبيراً بالدراما المستقبلية حيث قام رائدان أساسيان من رواد المستقبلية في الفن التشكيلى وهما جياكوموبالا وإمبرتو بوتشينى بكتابة العديد من النصوص المسرحية التي أصبحت لها الآن قيمة تاريخية كبيرة رغم قيمتها الفنية المحدودة.
وتتركز أهمية الحركة المستقبلية في أنها كانت حركة رائدة في عالم المسرح الأوروبى وشجعت التيار التجريبى والثورة على التقاليد المسرحية والدرامية المتوارثة، مما أدى إلى نشأة مدارس أخرى تتميز بانفصالها عن الواقعية والموضوعية